# HD219545
HD219545 — хімічно пекулярна зоря спектрального класу A0, що має видиму зоряну величину в смузі V приблизно  9,0.
Вона  розташована на відстані близько 784,0 світлових років від Сонця.